# Far de Peníscola
El Far de Peníscola és un far situat al costat del castell del Papa Luna, al municipi valencià de Peníscola, a la comarca del Baix Maestrat.
Se situa a la part més alta, al costat del castell, integrat totalment en el nucli antic de la població de Peníscola. L'edifici està pràcticament adossat a la part sud del castell, del qual el separa un estret carreró que dona a la plaça de davant del far. Aquesta plaça, on se situa un mirador al mar de lliure accés, és tancada durant la nit amb una porta de ferro situada al carreró que forma amb el castell.

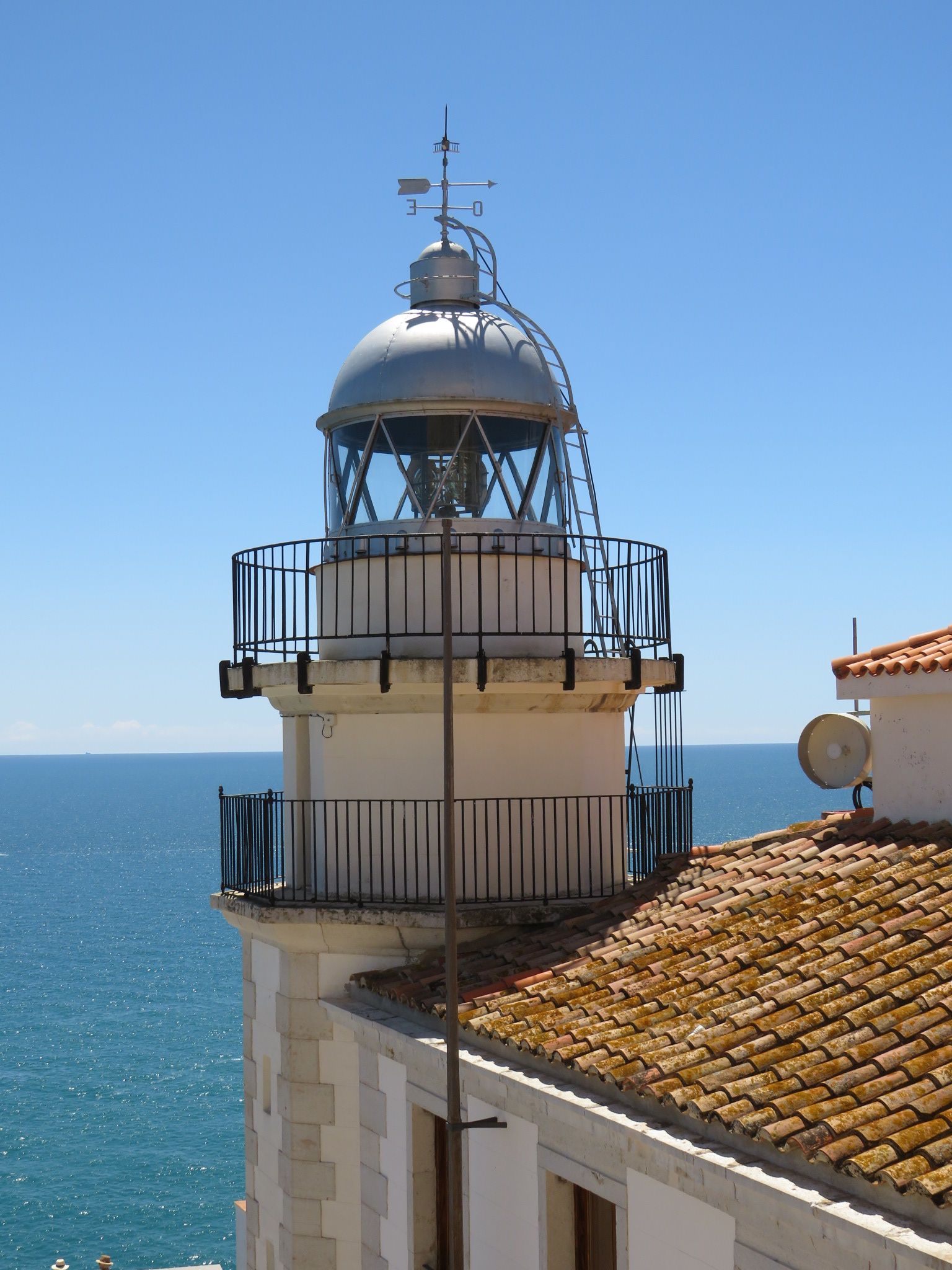
Detall de la llanterna

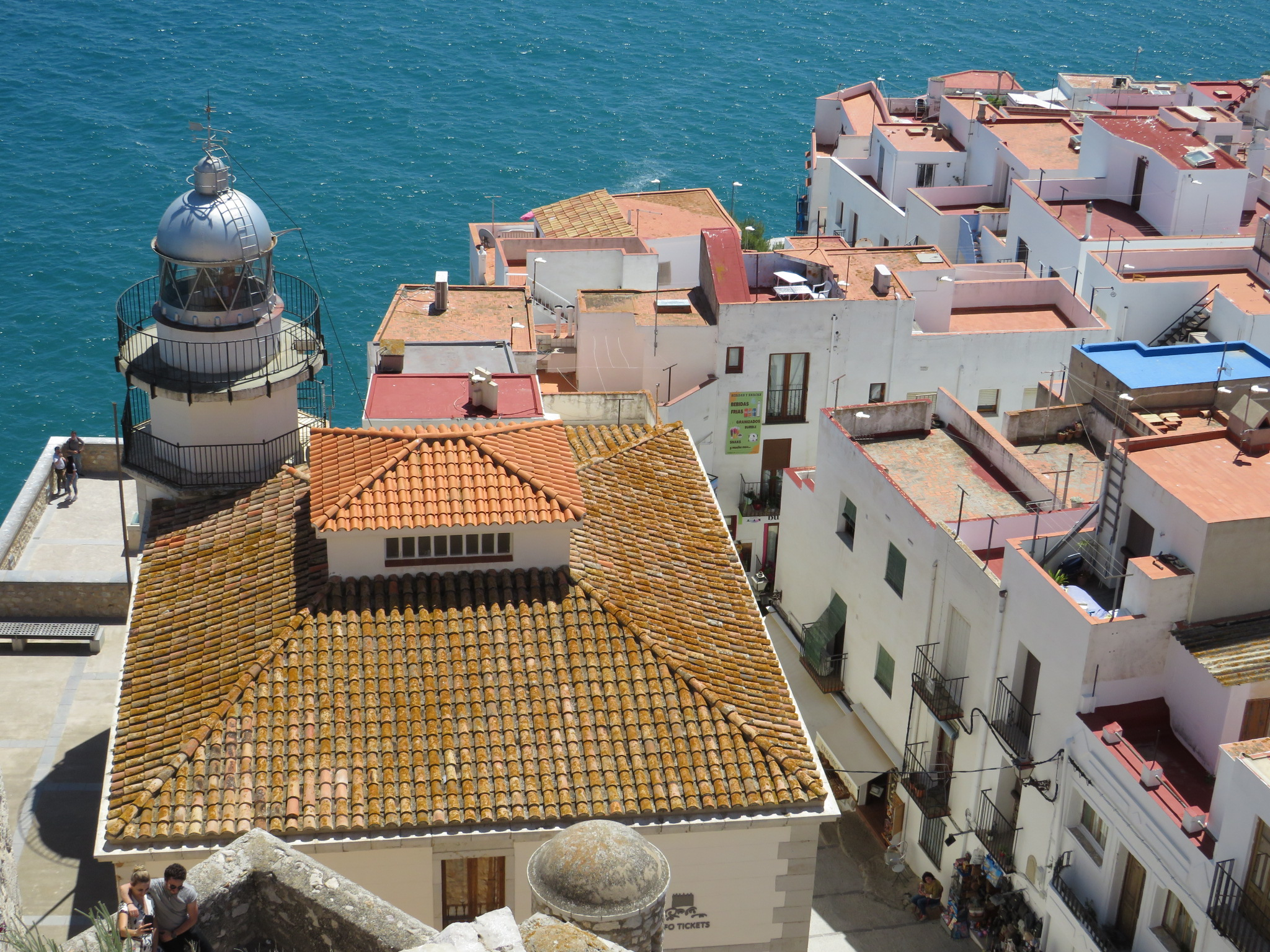
El far, vist des de la terrassa del castell

L'edifici del far és una torre octagonal blanca d'11 metres d'altura annexa a un edifici de dues plantes. El far no està habitat ni és visitable. La llanterna emet una llum blanca limitada al sector entre els graus 184º i 34º en grups de tres centelleigs, un dels quals més retardat respecte dels altres dos, en 15 segons. Té un abast nominal nocturn de 23 milles nàutiques. Posseeix un sistema de llum de reserva amb un abast de 12 milles nàutiques.
Va ser construït el 1892 i inaugurat el 1899. El llum original consumia parafina i va ser substituït el 1916 per una instal·lació d'incandescència de vapor de petroli a pressió. El 1917, a causa de l'escassetat de petroli durant la Primera Guerra Mundial, se'n va reduir la potència lluminosa. El 1920 se'n va reformar l'òptica i es va electrificar el 1929. L'aljub es va construir el 1932, utilitzant un antic polvorí. Anteriorment, el senyal lluminós es produïa mitjançant fogueres, la qual cosa va donar nom al carrer adjacent, Farons, denominació al·lusiva als fars que hi havia. L'última reforma va tenir lloc el 1970, en la qual va adquirir les seues característiques actuals.
El 2014 l'Autoritat Portuària va concedir a la Diputació de Castelló l'autorització d'ús temporal del far perquè fora restaurat i rehabilitat com a element de dinamització turística, de manera que poguera albergar el centre de recepció de visitants i administració del castell de Peníscola. L'obra va ser adjudicada el juny del 2016 i es va preveure que durara al voltant de sis mesos.